# Earth Rocker
Albums de Clutch
Strange Cousins from the West
(2009) Psychic Warfare
(2015)
Earth Rocker est le dixième album studio du groupe américain de stoner rock Clutch, qui est sorti le 15 mars 2013, par Weathermaker Music. Il s'agit du premier album sur lequel les membres du groupe ont enregistré leurs parties séparément.
Il existe une édition Deluxe de cet album, contenant deux titres bonus sur la version originale de Earth Rocker (Night Hag et Scavengers), une version de Earth Rocker jouée en live et un DVD Live in Denver enregistré le 14 novembre 2013 ainsi que deux clips pour Crucial Velocity et Gone Cold.

## Liste des chansons
Toutes les chansons sont écrites et composées par Clutch.
| No  | Titre                           | Durée |
| --- | ------------------------------- | ----- |
| 1.  | Earth Rocker                    | 3:31  |
| 2.  | Crucial Velocity                | 4:00  |
| 3.  | Mr. Freedom                     | 2:43  |
| 4.  | D.C. Sound Attack!              | 4:37  |
| 5.  | Unto the breach                 | 3:31  |
| 6.  | Gone Cold                       | 4:21  |
| 7.  | The Face                        | 4:22  |
| 8.  | Book, Saddle & Go               | 3:44  |
| 9.  | Cyborg Bette                    | 3:14  |
| 10. | Oh, Isabella                    | 5:17  |
| 11. | The Wolf Man Kindly Requests... | 5:02  |